# Melanostolus kolomiezi
Melanostolus kolomiezi är en tvåvingeart som beskrevs av Negrobov 1984. Melanostolus kolomiezi ingår i släktet Melanostolus och familjen styltflugor. Inga underarter finns listade i Catalogue of Life.